# Aaron Marshall Elliott
Aaron Marshall Elliott  (* 24. Januar 1844 in North Carolina; † 9. November 1910 in Baltimore) war ein US-amerikanischer Romanist.

## Leben und Werk
Elliott stammte aus einer Quakerfamilie von North Carolina. Er wurde 1867 an der Harvard University promoviert. Dann studierte er acht Jahre in Europa, zuerst in den romanischen Ländern, die letzten drei Jahre in München. Er kehrte in die Vereinigten Staaten zurück und lehrte 35 Jahre lang Romanistik an der 1876 gegründeten Johns Hopkins University in Baltimore, ab 1892 als Full Professor. Elliott gründete 1884 die Modern Language Association of America und ihr Organ PMLA sowie 1886 die Zeitschrift Modern Language Notes. Sein Schüler und Nachfolger Edward Cooke Armstrong benannte nach ihm die Publikationsreihe „Elliott Monographs in the Romance Languages and Literatures“  (Princeton 1914–1976).

## Werke
- Methods of teaching modern languages. Papers on the value and on methods of modern language instruction, Boston 1910